# Augustin-Pyramus de Candolle
Pour les articles homonymes, voir Candolle.
Augustin-Pyramus de Candolle ou Augustin Pyramus de Candolle, né le 4 février 1778 à Genève et mort le 9 septembre 1841 dans la même ville, est un botaniste suisse.
Augustin-Pyramus de Candolle fut l'un des fondateurs de la géographie botanique en tant que discipline scientifique. Il fut également un descripteur et classificateur du monde végétal. Dans le cadre de ses travaux horticoles, il identifia comment se répartissaient quantitativement les caractères de la descendance chez le hêtre pourpre, devançant largement Gregor Mendel sur cette loi génétique de répartition des caractères, bien que limité par le temps de génération de son modèle, de 60 à 80 ans (contre moins d'un an pour le pois de Mendel).
Il est le père d'Alphonse Pyrame de Candolle, lui aussi botaniste.

## Biographie
Augustin-Pyramus de Candolle descend d'une ancienne famille de la noblesse de Provence, dont la branche cadette subsistait alors encore à Marseille. Son chef, le marquis de Candolle, était consul à Nice en 1823.

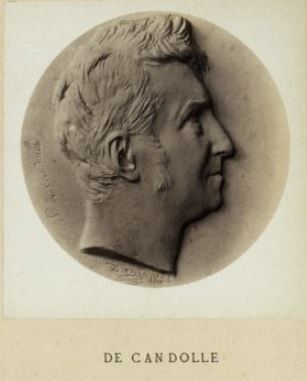
Augustin Pyrame de Candolle, médaillon par David d'Angers.

Fuyant les persécutions religieuses du XVIe siècle, la branche calviniste de la famille s'expatrie. L'ancêtre, Pyramus de Candolle, après s'être converti au protestantisme, se réfugie en 1591 à Genève auprès de son oncle Bernardin de Candolle, qui avait été reçu bourgeois en 1555 et membre du Conseil des Deux-Cents en 1562. Pour services rendus, Pyrame de Candolle y est lui aussi reçu bourgeois et élu membre du Deux-Cents ; il fonde à Cologny, puis à Yverdon, l'imprimerie caldorienne qui a publié l'une des premières traductions françaises de Tacite et de Xénophon. 
Quant à Augustin-Pyramus, initié à la botanique dès l'âge de 16 ans dans le jardin de la Société d'Histoire naturelle de Genève, il sait tirer parti d'enseignements aussi divers que ceux de Jean-Pierre Vaucher (1763-1841) et Jean Senebier (1742–1809) à Genève, puis de René Desfontaines (1750-1833) et Jean-Baptiste de Lamarck (1744–1829) à Paris, où il étudie la médecine à partir de 1798. Il donne dès 1799 une Plantarum Historia Succulentarum (Histoire des plantes grasses), et en 1802 son Astragalogia, Il aide ensuite Lamarck à refondre la Flore française (1803-1815). Pendant ses études à Paris, il rachète avec le naturaliste neuchâtelois Paul-Louis-Auguste Coulon l'herbier de Charles Louis L'Héritier de Brutelle, Candolle conservant les plantes indigènes et Coulon les plantes exotiques. En 1804, il obtient son titre de docteur en médecine à la Faculté de Paris avec un Essai sur les propriétés médicales des plantes.
Il s'est notamment intéressé à la botanique des dunes. S'étonnant que « les historiens romains, qui nous décrivent la Batavie, ne font nulle part mention des dunes qui auroient dû cependant mériter leur attention », et regrettant qu'on ne puisse les mettre en culture, il décide de se rendre sur place, et il parcourt à pied tout le littoral dunaire, depuis le Nord de la France (en visitant le hameau de Latann, où les pêcheurs ont réussi à faire pousser de l'orge et diverses plantes de potager, des pins et quelques arbres) jusqu'aux Pays-Bas (« depuis Dunkerque jusqu'à l'Isle du Texel ; je n'ai négligé aucune occasion d'examiner les essais qui ont été faits jusques à présent pour fertiliser ces sables. Dans le but de m'éclairer sur la végétation des dunes, j'ai ramassé avec soin les différens végétaux qui y croissent spontanémen »). Il tirera de ce voyage une riche information sur la flore dunaire. Le nombre et la diversité des plantes l'incitent à penser qu'une fertilisation des dunes serait possible :
« De Gorter, dans sa Flore des sept Provinces-Unies, indique cent trente espèces de plantes indigènes des dunes. M. J. Kops, secrétaire de la Commission sur les dunes, en a, depuis lors, trouvé cent cinquante-six espèces qui avoient échappé à de Gorter, et dont il a bien voulu me communiquer la liste. Moi-même, enfin, en herborisant dans les dunes, j'y ai rencontré quatre-vingt-cinq plantes qu'on n'y avoit pas encore indiquées, d'où l'on voit que le nombre des espèces qu'on sait croître dans les dunes s'élève à trois cent soixante-onze. »

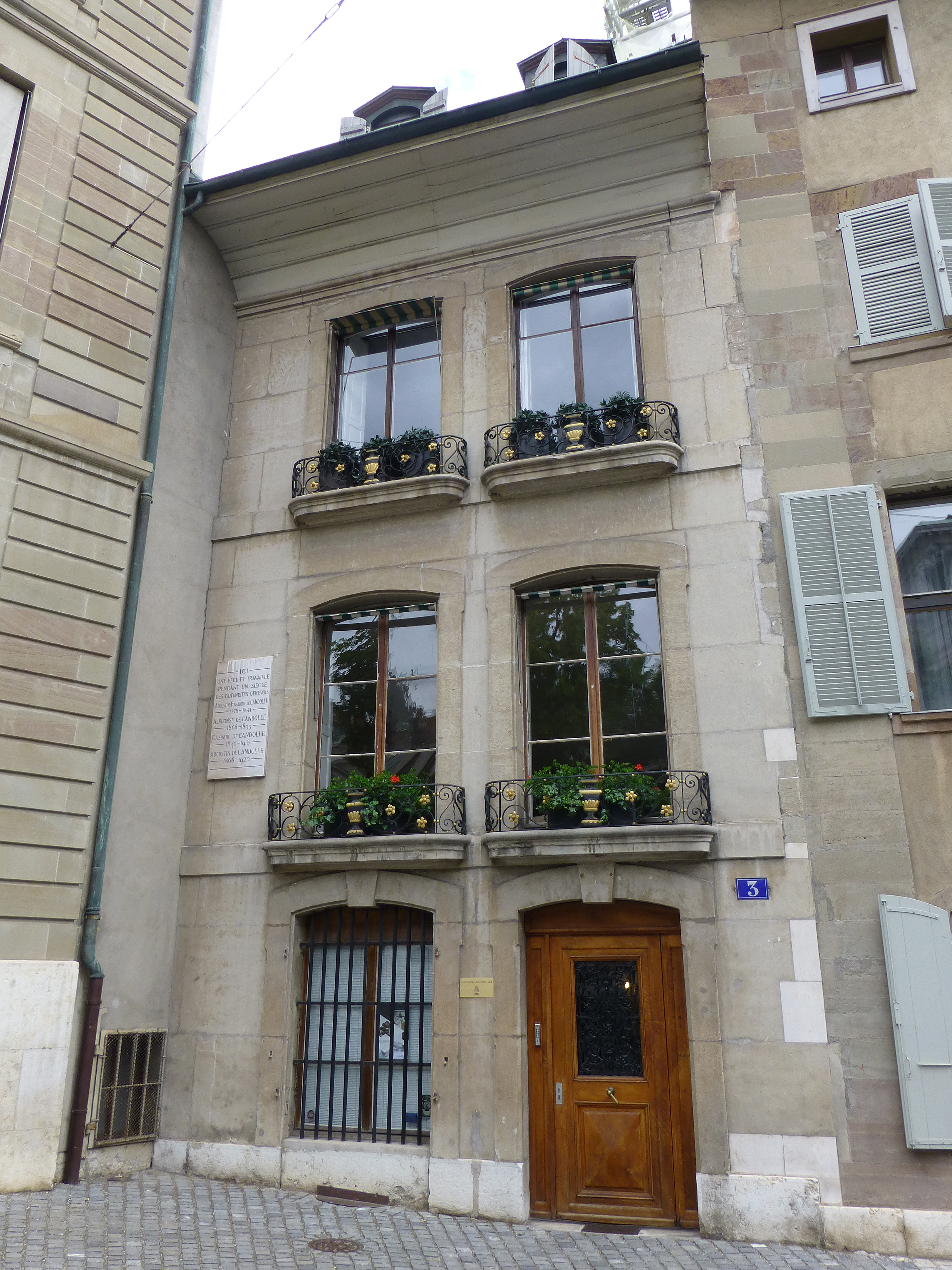
Maison de Genève où vécurent et travaillèrent aussi ses fils, petit-fils et arrière-petit-fils, tous botanistes.

Il reçoit en 1806 la mission de parcourir tout l'Empire pour reconnaître l'état de l'agriculture et publie à son retour, dans les Mémoires de la Société d'agriculture 1807-1813, trois importants rapports sur ce sujet. À la mort de Pierre Marie Auguste Broussonet (1761-1807), il obtient la chaire de botanique à la Faculté de Médecine de Montpellier. En 1813, il fait paraître sa Théorie élémentaire de la botanique, son chef-d'œuvre : il y enseigne les rapports naturels qu'ont entre elles les diverses parties de la plante et analyse la valeur de chacune de ces parties.
En 1807, il effectue une traversée d'est en ouest des Pyrénées, dans le but de répertorier la flore locale. Il identifie notamment une fleur qui a été depuis nommée en son honneur, l'Orpin de Candolle, Sedum candollei. Cette traversée a été rééditée en 1999 et 2007 pour remettre à jour les données scientifiques acquises.
Persécuté en 1815 pour avoir accepté pendant les Cent-Jours les fonctions de recteur de l'Académie de Montpellier, il se voit obligé par la Restauration de quitter la France et il regagne Genève en 1816. Sa ville, en accord avec le Sénat Académique, lui crée une chaire d'histoire naturelle, avec le premier jardin botanique de la ville, dans le Parc des Bastions, et il est élu membre du conseil souverain (parlement cantonal). Parmi ses étudiants figurent Charles Daubeny (1795-1867), Alphonse de Candolle (1806-1893), Edmond Boissier (1810-1885) et Karl Wilhelm von Nägeli (1817-1891).
Après avoir exposé les principes d'une nouvelle classification botanique dans sa Théorie élémentaire de la botanique, il entreprend en 1818 un travail titanesque : rédiger la description de toutes les plantes connues (tâche dont il reconnaîtra à la fin de sa vie qu'elle était beaucoup trop grosse pour lui). Il en publie deux premières parties (Regni vegetabilis systema naturale, 1818-1821), mais, ne pouvant pas poursuivre ce projet, il le reprend dans un ouvrage abrégé, Prodromus Systematis Naturalis Regni Vegetabilis, continué après sa mort par son fils Alphonse Pyrame de Candolle (1806-1893) puis son petit-fils Casimir de Candolle (1836-1918) (17 vol. in-8o, 1824-1873). Il y travaille jusqu'à sa mort, notamment dans sa villa du bord du lac Léman, où Christian von Steven vint lui rendre visite en 1821. Cet ouvrage immense décrit 58 975 espèces de plantes. Augustin de Candolle a été un mentor pour le botaniste Jean-Louis Berlandier.
On lui doit encore l’Organographie (2 vol. in-8o, 1827) et la Physiologie végétale (3 vol. in-8o, 1832), ainsi que la Théorie élémentaire. Outre ces divers ouvrages, Candolle a produit un grand nombre de mémoires et d'articles détachés, parmi lesquels on remarque ses Expériences relatives à l'influence de la lumière sur les végétaux (1800) et son Essai élémentaire de Géographie botanique (1820), considéré par certains auteurs comme acte fondateur de la biogéographie historique .

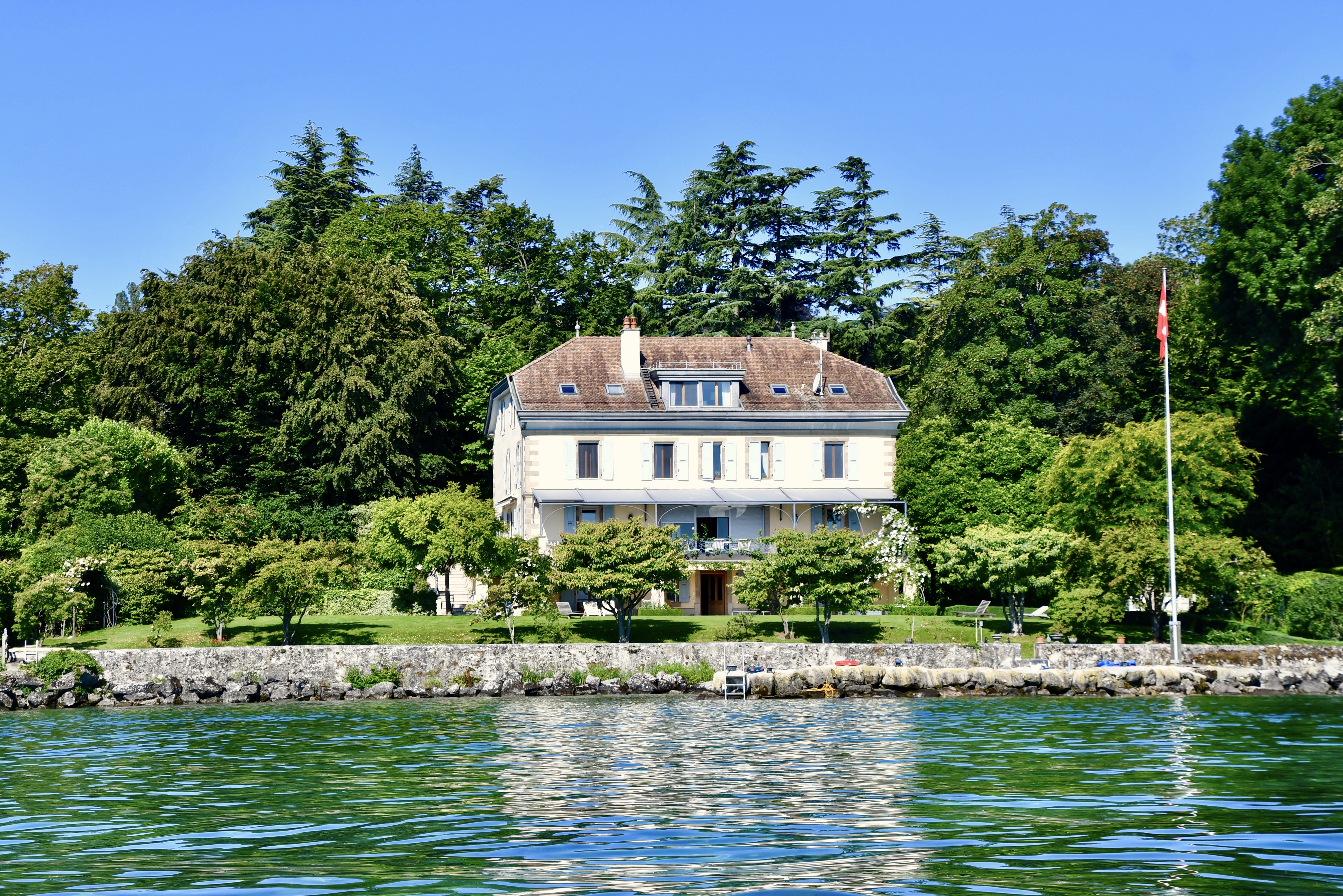
La maison de maître «La Petite Pierrière», à Pregny, où vécut Augustin-Pyramus de Candolle de 1825 à 1841.

N'ayant jamais adhéré à la possibilité d'une évolution biologique (seule la théorie de Lamarck avait été formulée à l'époque), il s'attache pourtant à découvrir les lois intimes de la morphologie végétale, en suivant les organes des plantes dans leurs transformations, et en formulant des explications aux anomalies qu'il y observe. Il fait triompher définitivement le principe de la méthode naturelle (à qui il faudra encore un siècle et demi pour pleinement atteindre ses objectifs) et met à profit son accès aux collections pour pousser aussi loin que possible la description de nouvelles espèces (à la fin de sa carrière, le nombre d'espèces végétales connues s'élève à 80 000). Candolle était associé étranger de l'Institut de France. Pierre Flourens a prononcé son Éloge à l'Académie des sciences, en 1842.
Il a laissé lui-même des Mémoires sur sa vie, qu'il a selon ses dires commencé à écrire en 1821 et qui seront publiées de manière posthume, en 1862, par son fils. Il est lauréat de la Royal Medal en 1833 pour ses travaux de physiologie végétale.
Augustin de Candolle est enterré au Cimetière des Rois de Genève.

## Publications
- (la) Augustin Pyrame de Candolle (vol. 1-7), Alphonse Pyrame de Candolle (vol. 8-17) et al., Prodromus Systematis Naturalis Regni Vegetabilis : sive, enumeratio contracta ordinum generum specierumque plantarum huc usque cognitarum, juxta methodi naturalis normas digesta, Paris, Sumptibus Sociorum Treuttel et Würtz, 1824-1873..
- Flore française, ou Descriptions succinctes de toutes les plantes qui croissent naturellement en France, Paris, Desray, libraire, 1815 (BNF 45331054, lire en ligne).

## Hommages
- Elias Magnus Fries lui a rendu hommage en lui dédiant la très commune Psathyrelle de de Candolle en 1818. Hommage retourné en 1824, quand de Candolle créa le genre Friesia.
- La rue de Candolle est située dans le quartier du Jardin-des-Plantes dans le 5e arrondissement de Paris.
- L'allée De Candolle est située près du Jardin des Plantes dans le quartier Saint-Marceau à Orléans.
- Le Collège de Candolle à Genève porte son nom.
- À Montpellier dans le centre-ville, la place et la rue de Candolle (43° 36′ 47″ N, 3° 52′ 33″ E) lui ont été dédiées.
- Rue de Candolle dans l'éco-quartier du Séqué (43° 30′ 28″ N, 1° 25′ 54″ O) à Bayonne.

## Iconographie
(liste non exhaustive)
- 1845 - buste d'Augustin Pyrame de Candolle, par James Pradier, original en bronze placé dans l’ancien jardin botanique, devenu le parc des Bastions. À la suite des travaux du Monument international de la Réformation (dès 1909), une réplique est réalisée car l’original devait être déplacé et se dégradait, la réplique est inaugurée en 1914[17]. L’original se trouverait au Musée d'art et d'histoire[18]. Une réplique en fonte réalisée en 1979/1980 se trouve au Jardin botanique de Genève[19] (Fonds d'art contemporain de la Ville de Genève - FMAC). Les témoins de 1845, et en particulier la famille de Candolle, affirment que le portrait sculpté n'est en rien ressemblant[20].

## Source
Cet article comprend des extraits du Dictionnaire Bouillet. Il est possible de supprimer cette indication, si le texte reflète le savoir actuel sur ce thème, si les sources sont citées, s'il satisfait aux exigences linguistiques actuelles et s'il ne contient pas de propos qui vont à l'encontre des règles de neutralité de Wikipédia.